# Pamětní odznak vévody Jáchyma Arnošta Anhaltského

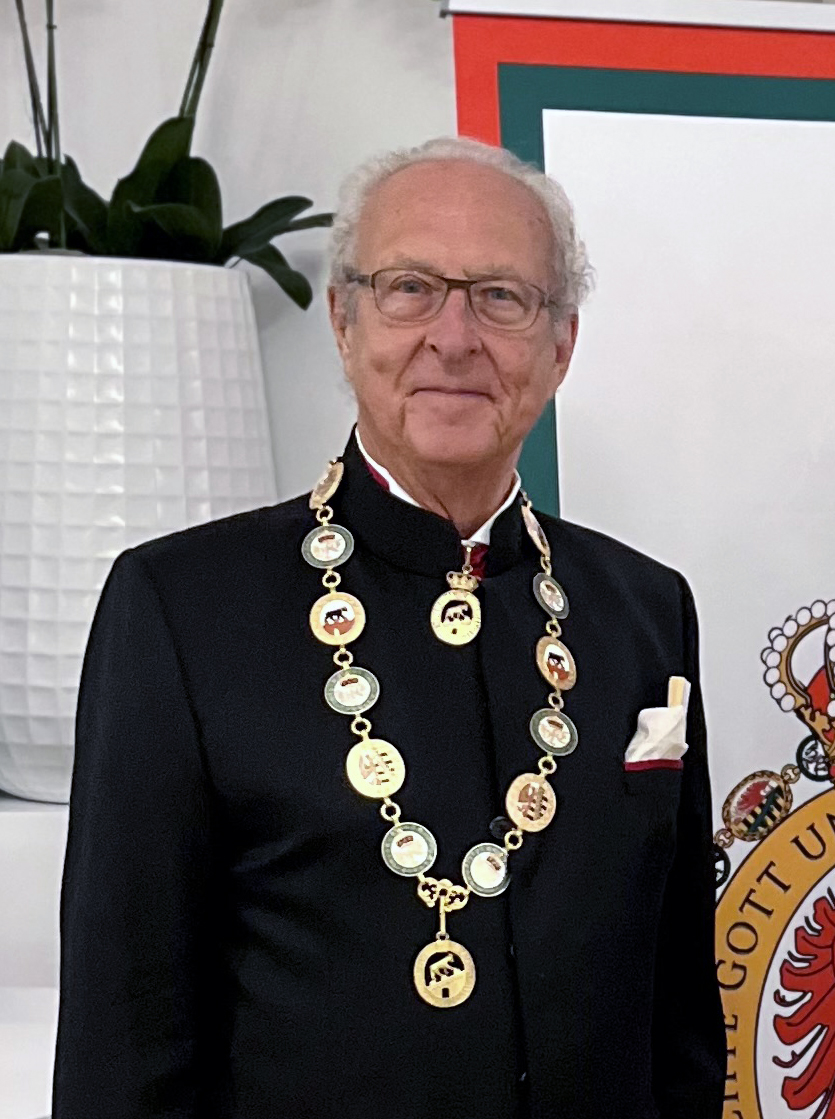
Vévoda Eduard Anhaltský, současná hlava rodu

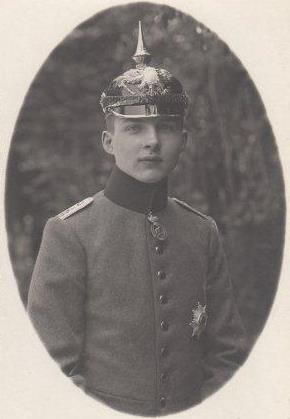
Vévoda Jáchym Arnošt Anhaltský

Pamětní odznak vévody Jáchyma Arnošta Anhaltského (německy: Herzog Joachim Ernst Erinnerungszeichen) je ocenění, které 11. ledna 2021 vytvořil vévoda Eduard Anhaltský při příležitosti narozenin svého otce Jáchyma Arnošta Anhaltského (11. ledna 1901 – 18. února 1947), posledního vládce Anhaltského vévodství, jehož historické území je dnes je součástí spolkové země Sasko-Anhaltsko. Vévoda Eduard si takto v roce 2021 připomněl 120. výročí narození svého otce.
Pamětní odznak, mohou získat ty osobnosti, které nějakým způsobem přispěly k zachování památky vévody Jáchyma Arnošta. Vzhledem k malému počtu udělených odznaků jde o vzácné ocenění bývalého Anhaltského vévodského domu.

## Vzhled
Pamětní odznak má podobu 16 milimetrů vysokého oválu vyraženého z obecného kovu. Na aversu jsou do ozdobného monogramu spojena písmena „J“ a „E“ obklopena vinutým vavřínovým věncem. Na reversu jsou data 1901, 11. leden a 2021. Odznaky vytvořil klenotník podle historických předloh a zvyků bývalého vévodského domu. Ke každému Pamětnímu odznaku je vydán dekret podepsaný vévodou Eduardem Anhaltským, současnou hlavou bývalého bývalého panovnického Askánského vévodského domu.
Takové a podobné pamětní odznaky byly a jsou věnovány výročím vlád a svateb v knížecích či královských domech, jakož i při příležitostech mimořádných ocenění věrnosti a v neposlední řadě jsou raženy k narozeninám příslušníků královských, knížecích resp. velkovévodských rodin. V současnosti se vydávají vzácně a jen ve výjimečných případech.

## Nositelé
- Julius Maxime Laszlo princ z Anhaltu, vnuk vévody Eduarda[1]
- Leopold princ z Anhaltu, vnuk vévody Eduarda[1]
- Michael Knoppik, starosta města Ballenstedt[5]
- Wolfgang Fischer[5]
- Christiane Pels[5]
- Angelika Nier[5]
- Thomas Schilling[5]
- Wolfram Babinecz[5]
- Eberhard Pilz[5]
- Jürgen Meusel[5]
- Marek Sobola, honorární konzul Rumunska na Slovensku, jediný slovenský nositel[3]